# Западная Новая Британия
Западная Новая Британия (англ. West New Britain Province) — провинция Папуа — Новой Гвинеи, расположенная в юго-западной части острова Новая Британия. Также включает в себя острова Виту и остров Лолобау. Административный центр — город Кимбе, который является третьим по величине портом страны и одним из самых быстрорастущих городов Океании.

## География
Общая площадь провинции — 20 296 км², большая часть из которых представляют собой гористые районы, покрытые густыми тропическими лесами.

## История
Европейскими первооткрывателями здешних земель стали германские путешественники и торговцы. Занимались они преимущественно или торговлей, или организацией местных плантаций по выращиванию кокосовых пальм, плоды которых использовали для производства копры, шедшей на экспорт. В 1884 году немцы объявили Новую Гвинею подопечной территорией.
В 1914 году остров Новая Британия перешёл под контроль Австралии, которая с 1921 года управляла им в качестве части подопечной территории по мандату Лиги наций. В годы Второй мировой войны на территории провинции велись крупные сражения австралийских и американских войск с вооружёнными силами Японии, которые, тем не менее, были полностью разгромлены к 1945 году.
В 1966 году остров Новая Британия был разделен на провинции Восточная и Западная Новая Британия. С 1975 года они являются частью независимого государства Папуа — Новая Гвинея. В 1976 году была сформирована провинция Западная Новая Британия, в которое стало действовать провинциальное правительство.

## Население
Численность населения Западной Новой Британии — 264 264 человека (2011 год). Всего на территории провинции проживает семь местных племён (наканаи, бакови, кове, унеа, малеу, каулонг и арове), разговаривающих на 25 коренных австронезийских языках. Многие жители свободно общаются на английском языке.

## Экономика
Основу местной экономики составляет сельское хозяйство. Для экспорта производится пальмовое масло.